# Mesolongi
Mesolongi (Grieks: Μεσολόγγι; officieel: Δήμος Ιεράς Πόλεως Μεσολογγίου; Italiaans: Missolungi) is de hoofdstad van het Griekse departement Etolië-Akarnanië. De stad ligt in het vlakke deltagebied van de rivieren Acheloös en Évinos. De stille stad werd voor altijd beroemd door haar heldhaftig verzet tegen de Turken in de Onafhankelijkheidsoorlog.
Nadat Aléxandros Mavrokordátos in 1821 hier zijn hoofdkwartier vestigde, trok het stadje vele "filhellenen" aan, om samen met de Grieken te strijden voor de onafhankelijkheid. Hier zette in januari 1824 ook de Engelse romantische dichter Lord Byron voet aan wal om, ondanks zijn zwakke gezondheid, aan de zijde van de Grieken te strijden. Reeds in april overleed hij aan malaria in het belegerde Mesolongi. Zijn hart werd begraven onder zijn standbeeld in het Heldenpark. Twee jaar later werd bij een wanhopige uitval het grootste deel van de bevolking door de Turken neergemaaid. Een deel van de verdedigers van het arsenaal liet zichzelf in de lucht vliegen. Toch was hun offer niet vergeefs: in 1828 moesten de Turken uiteindelijk de stad overgeven.
Het raadhuis van Mesolongi bezit een indrukwekkende verzameling documenten en herinneringen betreffende de Bevrijdingsoorlog.
De stad bezat tot voor kort een uitstekende vissershaven, maar nu de visindustrie door overbevissing sterk terugloopt, is de productie van zeezout de voornaamste bedrijfstak in lagunen in de buurt van Mesolóngi. Zeewater wordt naar kunstmatige meren, “zoutpannen”, geleid die met hun hoge zoutconcentraties veel zeevogels aantrekken.
In 1996 startte een etappe in de wielerkoers Ronde van Italië in Mesolongi. Deze rit naar Ioannina werd gewonnen door de Italiaan Giovanni Lombardi.

## Geboren
- Taxiarchis Fountas (1995), voetballer

## Gemeentelijke herindeling (2011)
De drie deelgemeenten (dimotiki enotita) van de fusiegemeente Mesolongi zijn:
- Aitoliko (Αιτωλικό)
- Mesolongi (Μεσολόγγι)
- Oiniades (Οινιάδες)